# Alvin Lee
Alvin Lee, właśc. Graham Alvin Barnes (ur. 19 grudnia 1944 w Nottingham, zm. 6 marca 2013 w Hiszpanii) – brytyjski muzyk bluesrockowy.
Współzałożyciel popularnej w latach 60. bluesrockowej grupy Ten Years After, w której udzielał się jako lider, gitarzysta, wokalista, główny kompozytor i autor tekstów. Szczególną sławę zyskał po występie Ten Years After na festiwalu w Woodstock w 1969 r. Został wtedy okrzyknięty "najszybszym gitarzystą świata".
Alvin Lee zmarł z powodu nieoczekiwanych komplikacji po rutynowym zabiegu.